# Kollage

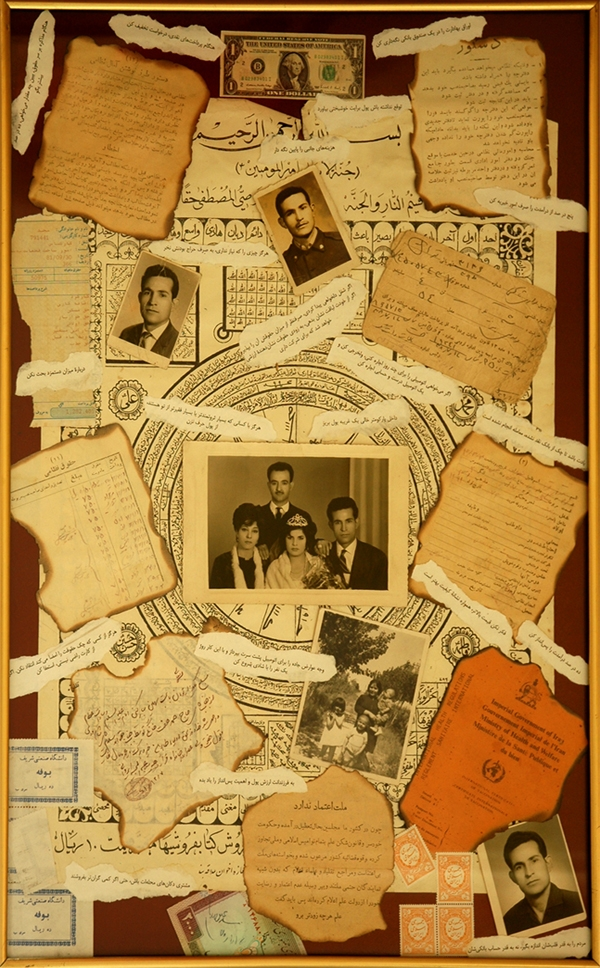
Exempel på kollage av Majid Farahani.

Kollage (av franska collage, uppklistring) är ett bildkonstverk som är sammansatt av olika sorters föremål och material, med en konstnärlig effekt som syfte.
Objekten kan vara kartong, snören, tyg, tidningsurklipp, fotografier med mera, uppklistrade på duk, kartong eller annan pannå, ibland i kombination med målning eller teckning. Tekniken används inom bland annat kubism, dadaism och surrealism. Den franske konstnären Henri Matisse, med flera, använde sig av en liknande teknik kallad papier collé, som innebar att man klistrade upp pappersurklipp i olika matta kulörer.